# Wisconsin

Wisconsin, conform numelui oficial, State of Wisconsin (pronunție AFI:  [wɪs.ˈkɑn.sn̩] (ajutor·info)), în română Statul Wisconsin, este unul din cele 50 de state ale Statelor Unite ale Americii, localizat în zona acestora cunoscută ca Midwest.  Capitala sa este orașul Madison, iar actualul guvernator este Tony Evers. 
Zona statului Wisconsin, mărginită de statele de azi Iowa, Minnesota, Michigan și Illinois, aidoma lacurilor Michigan și Superior, a fost o parte a teritoriului Statelor Unite încă de la terminarea Războiului revoluționar american.  Mai târziu, Teritoriul Wisconsin (care includea părți din alte state de azi) a fost creat la 3 iulie 1836.  Wisconsin și-a ratificat propria sa  constituție la 13 martie 1848 fiind admis în Uniune ca cel de-al treizecilea stat al acesteia la 29 mai 1848. 
Economia inițială a statului Wisconsin, preponderent rurală, s-a bazat inițial mai ales pe blănuri; în secolul al 19-lea, s-a diversificat bazându-se pe minerit, exploatarea lemnului, produse lactate și turism.  

## Orașe
- Milwaukee
- Madison
- Green Bay
- Eau Claire

## Demografie

### Structura rasială

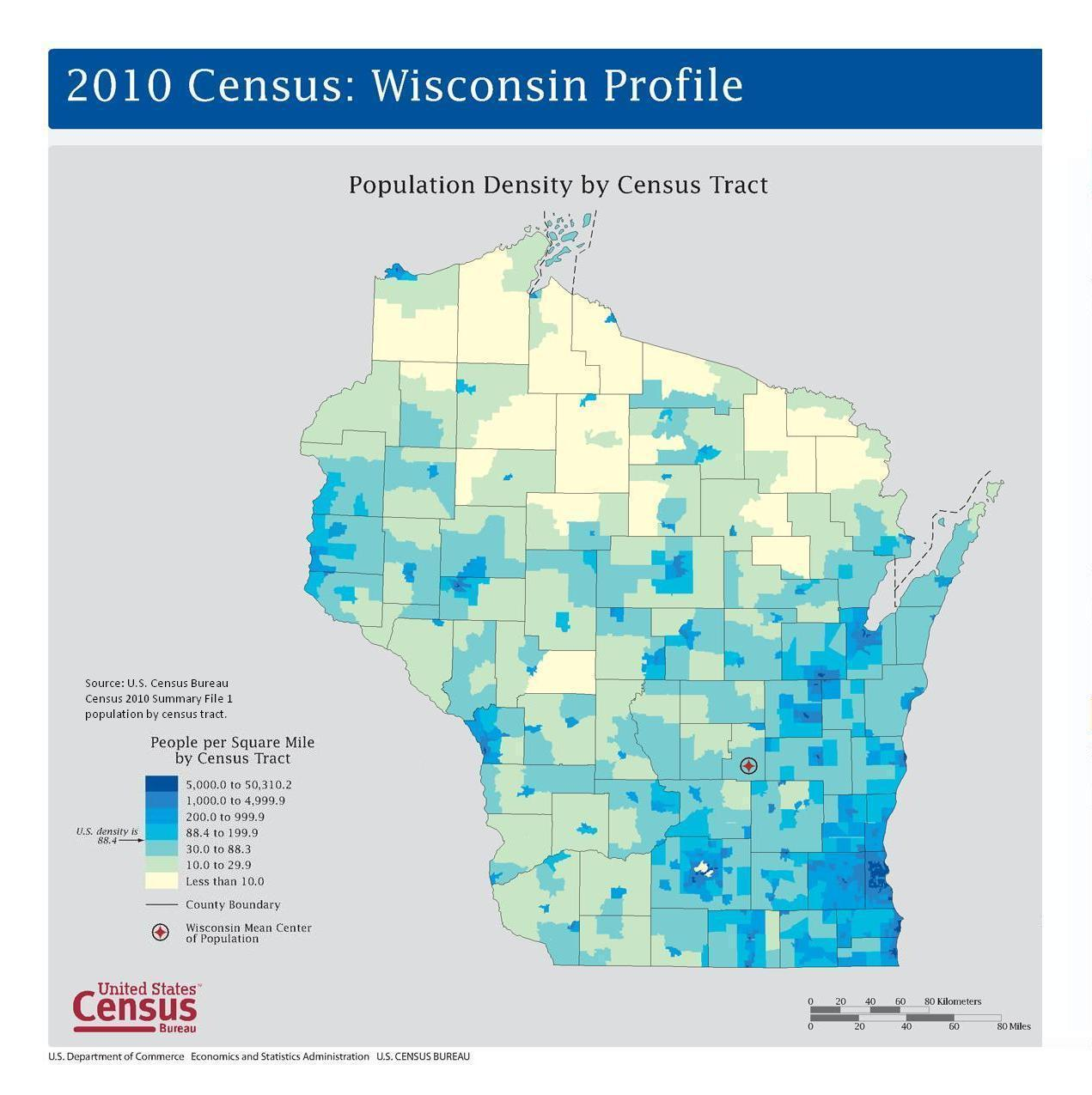
Densitatea populației statului Wisconsin

Populația totală a statului în 2010: 5,686,986
Structura rasială în conformitate cu recensământul din 2010:
- 86.2% Albi (4,902,067)
- 6.3% Negri (359,148)
- 2.4% Altă rasă (135,867)
- 2.3% Asiatici (129,234)
- 1.8% Două sau mai multe rase (104,317)
- 1.0% Amerindieni (54,526)
- Hawaieni Nativi sau alți locuitori ai Insulelor Pacificului (1,827)